# 무토 (괴수)
무토(M.U.T.O)는 고지라 시리즈의 괴수이다. 크기는 60~90m이며, 다리가 8개여서 전체적인 모습이 절지동물을 연상시킨다.

## 특징

### 성적 이형성
수컷과 암컷의 외형 차이가 크다. 수컷은 60~85m, 암컷은 90m 이상으로 암컷이 더 크고, 암컷은 다리들에 큰 특이점이 없지만, 수컷은 다리 한 쌍이 날개 역할을 한다.

### 생태
대모벌처럼 다른 생물을 사냥해서 기생을 한다. 알에서 깨어난 유체는 괴수 내의 방사능 에너지를 흡수하며 성장하고, 고치 형태로 변한 후 성체로 성장한다. 작중에서 유체 상태의 무토는 등장하지 않았지만, 고치 상태의 무토는 초반에 잠깐 등장하였다. 

### 능력
몸에서 전자기 펄스(EMP)를 발생시킬 수 있다. 이 능력을 가지게 된 이유는 고질라의 방사열선의 피해를 줄이기 위해서이지만, 고질라 (2014년 영화)에서는 인간들의 전투기들을 격추시키는 용도로만 활용하고 고질라의 열선을 막는 장면은 없었다.

## 서열

### 무토 (일반)
위의 특징 문단에서 설명한 개체들이다.

### 무토 프라임
무토들에게 여왕벌 같은 존재인 우두머리 개체이다. 입에 초음파를 발사하거나, 진신무시(Jinshin Mushi)라는 영명답게 땅을 팔 수도 있다.

### 퀸 무토
이름과 달리 여왕벌 같은 개체는 아니며, 장수한 암컷이 변화한 개체이다.

## 작중 행적

### 고질라 (2014년 영화)
일반 개체들이 메인 빌런 역할로 출연했다. 자세한 행적은 영화 문서를 참조.

### 고질라: 킹 오브 몬스터
퀸 무토가 조연 괴수로 출연한다. 기도라의 알파 콜로 인해 활동을 시작했으며, 다른 조연 괴수들과 도시를 파괴하다가 기도라를 죽인 고질라를 진정한 왕으로 인정하고 절을 한다.

## 같이 보기
- 고지라
- 고질라 (2014년 영화)
- 고질라: 킹 오브 몬스터
- 몬스터버스